# Vetenskapsåret 2015

## Händelser

### Astronomiochrymdfart

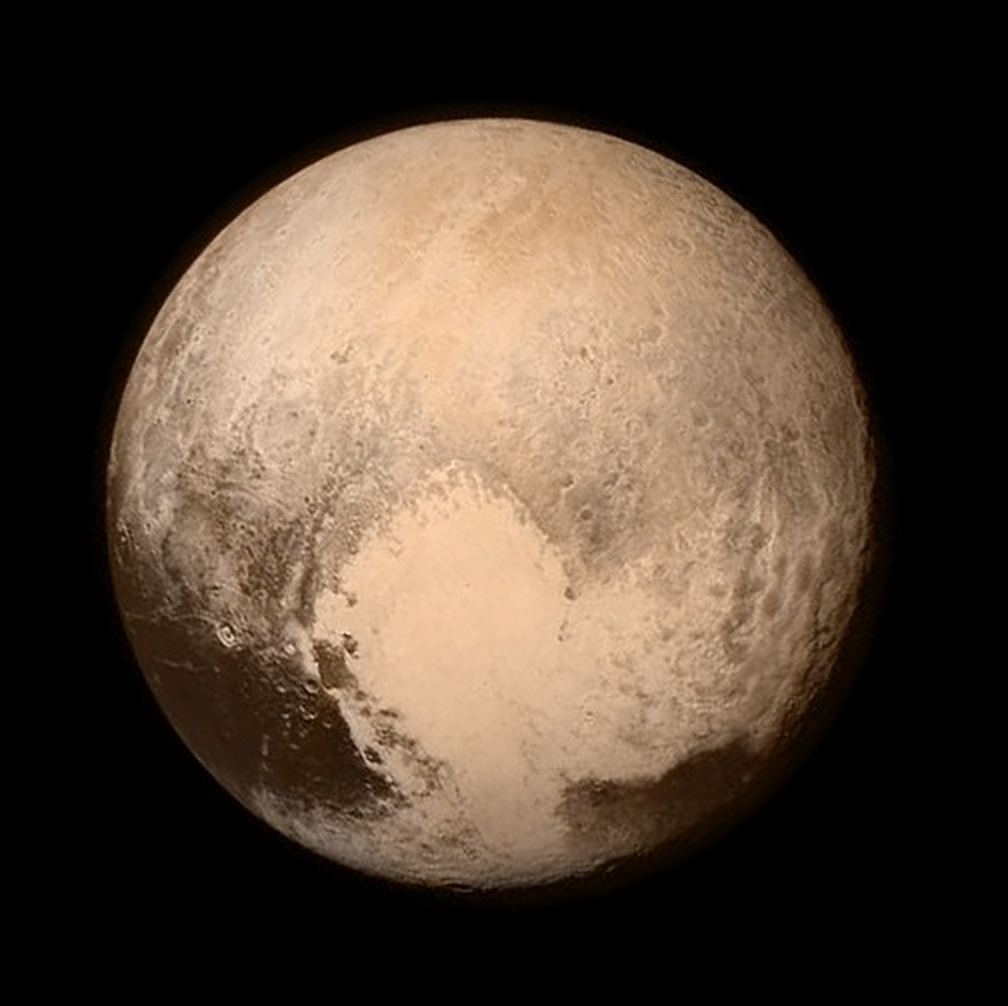
New Horizons fotograferar Pluto

- Mars – Obemannade rymdsonden Dawn når fram till Ceres.[1]
- 14 juli – Obemannade rymdsonden New Horizons passerar Pluto.[2]
- 30 juli – Obemannade rymdsonden New Horizons skickar tillbaka de sista bilderna av Pluto till Jorden, och fortsätter längre längre ut mot Solsystemets yttre delar.[3]
- 28 september – NASA meddelar att flytande vatten med största sannolikhet fortfarande finns på Mars.[4]

## Avlidna
- 27 januari – Charles H. Townes, 99, amerikansk fysiker, nobelpristagare 1964.
- 23 maj – John Forbes Nash, 86, amerikansk matematiker, nobelpristagare i ekonomi 1994.
- 30 augusti – Oliver Sacks, 82, brittisk-amerikansk författare och neurolog.
- 27 december – Stig Lundquist, 93, svensk professor i elektricitetslära.